# 76 Pułk Piechoty (Cesarstwo Niemieckie)

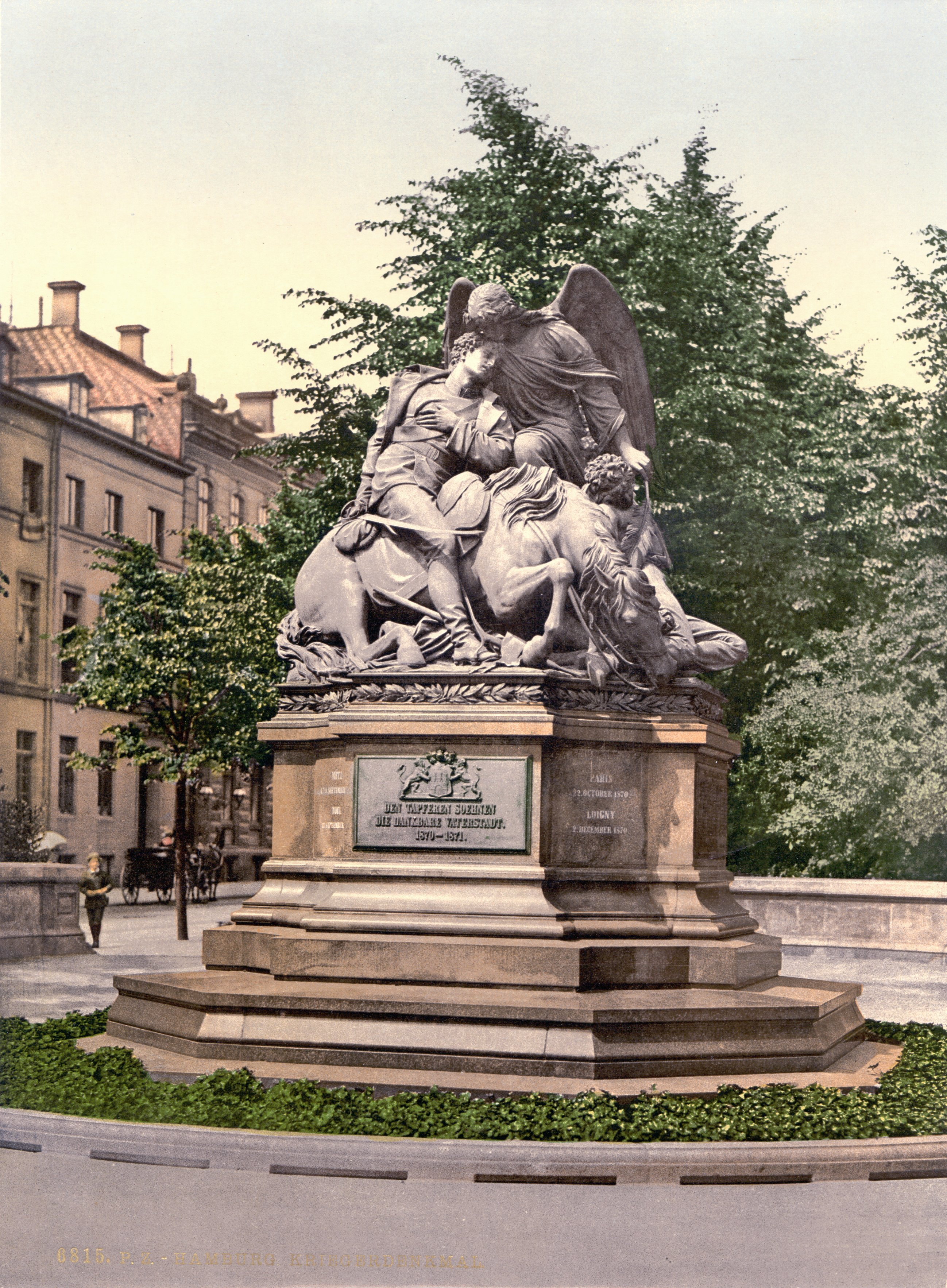
Pomnik ku czci żołnierzy 76 pp poległych w wojnie prusko-francuskiej 1870–1871 (proj. Johannes Schilling)

76 Hamburski pułk piechoty (2 Hanzeatycki) – (niem. Infanterie-Regiment Hamburg (2. Hanseatisches) Nr. 76) pułk piechoty niemieckiej.

## Charakterystyka
Sformowany 27 września 1866  w Bydgoszczy.
76 Hamburski pułk piechoty (2 Hanzeatycki) stacjonował w Hamburgu. Wiosną 1914 był w strukturze 17 Dywizji Piechoty.
W wyniku mobilizacji, w sierpniu 1914 pułk osiągnął gotowość bojową i w składzie 33 Brygady Piechoty został wysłany na front zachodni.
Na stopie wojennej pułk liczył początkowo 3287 żołnierzy i dysponował 53-osobowym sztabem. Jego trzon stanowiły trzy bataliony piechoty liczące etatowo po 1079 żołnierzy. Te dzieliły się na cztery trzyplutonowe kompanie. Ponadto pułk posiadał organiczną kompanię karabinów maszynowych. W kolejnych latach w armii cesarskiej następowała restrukturyzacje wojsk. Wprowadzono nowy model „dywizji wz. 1915”. Zgodnie z jej etatem, pozostawiono w pułku 97-osobową kompanię karabinów maszynowych z 15 kaemami, ale liczebność batalionu piechoty zmniejszono do 650 żołnierzy. Słabszym liczebnie batalionom dodano jednak kompanię karabinów maszynowych, a w 1917 pluton granatników i pluton moździerzy.

## Schemat organizacyjny
- IX Korpus Armii Niemieckiej – Altona
  - 17 Dywizja Piechoty - (17. Infanterie-Division) – Schwerin
    - 33 Brygada Piechoty - (33. Infanterie-Brigade) – Altona
      - 76 Hamburski pułk piechoty (2 Hanzeatycki) – (Infanterie-Regiment Hamburg (2. Hanseatisches) Nr. 76) w Hamburgu